# Municipio de San Sebastián Tlacotepec
El Municipio de San Sebastián Tlacotepec es uno de los 217 municipios en que se encuentra dividido el estado mexicano de Puebla, localizado en su extremo sureste, su cabecera es el pueblo de Tlacotepec de Porfirio Díaz.

## Geografía
San Sebastián Tlacotepec se encuentra localizado en el extremo sureste del territorio poblano, al sur de la Sierra de Zongolica y al este de la Sierra Negra, en la región de confluencia del estado de Puebla con los estados de Veracruz de Ignacio de la Llave y de Oaxaca, forma parte administrativamente de la Región VII de Tehuacán; limita al oeste con el municipio de Eloxochitlán, con el municipio de Zoquitlán y con el municipio de Coyomeapan, al norte y al noreste con el municipio de Tezonapa del estado de Veracruz y al sureste y al sur con el municipio de Santa María Chilchotla, el municipio de Eloxochitlán de Flores Magón, el municipio de Santa Ana Ateixtlahuaca y el municipio de San Lorenzo Cuaunecuiltitla del estado de Oaxaca. Tiene una extensión territorial total de 241.11 kilómetros cuadrados, por lo que es el 44° municipio por extensión territorial en el estado.

### Orografía e hidrografía
El territorio de San Sebastián Tlacotepec es sumamente abrupto, caracterizado por las estribaciones de la Sierra Madre Oriental que desciende hacia la Planicie Costera del Golfo de México, esto lo convierte en uno de los municipios más aislados geográficamente del estado de Puebla, debido a la dificultad de la comunicaciones terrestres; las principales serranías que lo surcan son la Sierra del Axusco, mientras que el extremo suroeste forma parte de la Sierra de Zongolica, la principal elevación del municipio es el cerro Cebaltepec; su zona centro-este es mayoritariamente plana, formando ya parte de la Planicie Costera del Golfo.
Los principales ríos del municipio son todos afluentes del río Papaloapan, el principal es el río Tonto, que es el principal origen del Papaloapan y que desde su nacimiento en la Sierra de Zongolica recorre todo el noreste del municipio y marca el límite estatal con Veracruz, además el río Coyolapa recorre el noroeste del municipio, marcando el límite municipal con Zoquitlán y Eloxochitlán, y se une al Tonto en el vértice de San Sebastián Tlacotepec, Eloxochitlán y el estado de Veracruz; finalmente el río Petlapa recorre el sur del municipio, sirviendo del límite con el estado de Oaxaca. El territorio íntegro de San Sebastián Tlacotepec forma parte de la Cuenca del río Papaloapan y de la Región hidrológica Papaloapan.

### Clima y ecosistemas
La variedad de altitudes define el tipo de clima y temperaturas que se registran en San Sebastián Tlacotepec, encontrándose clasificados tres tipos de clima, la zona norte tiene clima Cálido húmedo con lluvias todo el año, la zona central y sur registra clima Semicálido húmedo con lluvias todo el año y finalmente la zona del suroeste del territorio tiene un clima Cálido húmedo con abundantes lluvias en verano; las zonas en que se registran la temperatura media anual siguen aproximadamente el mismo patrón, siendo en el norte de 22 a 24 °C, y avanzando hacia el sur y suroeste de 20 a 22 °C, de 18 a 20 °C y 16 a 18 °C; San Sebastián Tlacotepec se encuentra en una de las zonas con mayor promedio de precipitación anual de México, siendo el promedio en una zona del sureste de su territorio superior a los 4,000 mm de lluvia al año, a esta zona la envuelve otra en que el promedio va de 3,500 a 4,000 mm y finalmente el norte y el suroeste del municipio tiene un promedio de 3,000 a 3,500 mm.
La flora del municipio de San Sebastián Tlacotepec se divide en vegetación tropical en su zona norte y templada en el sur, el norte está cubierto por selva alta perennifolia, mientras que el sur, en las alturas de la sierra del Axusco se encuentra cubierto por bosque templado.

## Demografía
De acuerdo con los resultados del Censo de Población y Vivienda de 2010 realizado por el Instituto Nacional de Estadística y Geografía, el municipio de San Sebastián Tlacotepec tiene una población total de 13 534 habitantes, de los cuales 6 668 son hombres y 6 866 son mujeres; por lo que el porcentaje de población masculina es de 49.4%, la tasa de crecimiento poblacional anual de 2000 a 2005 ha sido del -0.7%, la población menor de 15 años de edad representa al 43.5% del total, mientras que entre esa edad y los 64 años se encuentra el 51.1%. No existen localidades urbanas excepto la cabecera municipal. El 94.9% de la población mayor de cinco años de edad es hablante de alguna lengua indígena.
| 11 683 | 11 157 | 12 688 | 13 534 |

### Grupos étnicos
El 94.9% de la población mayor de cinco años de edad de San Sebastián Tlacotepec es hablante de lengua indígena, esto representa a un total de 10,401 personas, siendo 5,130 hombres y 5,271 mujeres; de ellos, 9,083 son bilingües al español, 1,242 hablan únicamente su lengua materna y 76 no especifican condición de bilingüismo. El idioma más hablado es el náhuatl, que tiene un total de 7,135 hablantes y es seguido por el mazateco, con 3,256, existiendo además cantidades marginales de otras lenguas, 1 hablante de zapoteco y 1 de mixe, además de 8 hablantes que no especifican su lengua materna.

### Localidades

Principales localidades.

San Sebastián Tlacotepec cuenta con un total de 57 localidades, siendo las principales y su población según el Conteo de 2005, las siguientes:
| Localidad                   | Población |
| Total Municipio             | 13 534    |
| Tlacotepec de Porfirio Díaz | 1 659     |
| San Martín Mazateopan       | 1 077     |
| Tentziantla                 | 897       |
| Mazatzeongo de Guerrero     | 767       |

## Política
El gobierno del municipio le corresponde al ayuntamiento que está formado por el presidente municipal, un síndico y el cabildo integrado por seis regidores, electos por mayoría relativa, todos son electos mediante elección directa, universal y secreta para un periodo de tres años que no son renovables para el periodo subsiguiente pero si de forma alternada y entran a ejercer su cargo el día 15 de febrero del año siguiente a su elección.

### Subdivisión administrativa
El municipio se divide en tres juntas auxiliares, las juntas auxiliares están integradas por el presidente municipal auxiliar y cuatro miembros propietarios y sus respectivos suplentes, son electos mediante un plebiscito popular el último domingo del mes de marzo del año correspondiente a la elección y asumen su cargo el 15 de abril siguiente.

### Representación legislativa
Para la elección de diputados locales representantes de la población en el Congreso de Puebla y diputados federales integrantes de la Cámara de Diputados de México, el municipio de San Sebastián Tlacotepec se encuentra integrado en los siguientes distritos electorales:
Local:
- XV Distrito Electoral Local de Puebla con cabecera en Ciudad de Ajalpan.[16]

Federal:
- XVI Distrito Electoral Federal de Puebla con cabecera en Ciudad de Ajalpan.[17]

### Presidentes municipales
- (1993 - 1996): Guillermo Silvano Castro Flores
- (1996 - 1999): Rosalío Zanatta Vidaurri
- (1999 - 2001): Áureo Martínez Castro
- (2002 - 2005): Irineo Rivera Fuentes
- (2005 - 2008): Rigoberto Melo García
- (2008 - 2011): Esteban Gorgonio Merino Mendoza
- (2011 - 2013): Gregorio Martinez Ballesteros
- (2014 - 2018): Cirilo Trujillo Lezama
- (2018 - 2020): Humberto Vázquez Muñoz
- (2021 - 2024): Raymundo Atanacio Arciga